# Welsh International 1992
Die Welsh International 1992 im Badminton fanden vom 3. bis zum 5. Dezember 1992 im Welsh Institute for Sport in Cardiff statt.

## Medaillengewinner
| Disziplin    | Gold                       | Silber                            | Bronze                             |
| ------------ | -------------------------- | --------------------------------- | ---------------------------------- |
| Herreneinzel | Anders Nielsen             | Peter Knowles                     | Lasse Lindelöf                     |
| Herreneinzel | Anders Nielsen             | Peter Knowles                     | Oliver Pongratz                    |
| Dameneinzel  | Suzanne Louis-Lane         | Alison Humby                      | Sarah Hore                         |
| Dameneinzel  | Suzanne Louis-Lane         | Alison Humby                      | Tanya Woodward                     |
| Herrendoppel | Nick Ponting Dave Wright   | Michael Adams Chris Rees          | Trevor Darlington Paul Holden      |
| Herrendoppel | Nick Ponting Dave Wright   | Michael Adams Chris Rees          | Simon Archer Julian Robertson      |
| Damendoppel  | Julie Bradbury Sara Sankey | Anne-Katrin Seid Nicole Baldewein | Tracy Dineen Joanne Wright         |
| Damendoppel  | Julie Bradbury Sara Sankey | Anne-Katrin Seid Nicole Baldewein | Joanne Davies Tanya Woodward       |
| Mixed        | Nick Ponting Joanne Wright | Michael Keck Karen Stechmann      | Kenny Middlemiss Elinor Middlemiss |
| Mixed        | Nick Ponting Joanne Wright | Michael Keck Karen Stechmann      | Sara Sankey Dave Wright            |